# Christian Boner
 (juillet 2025).
Il peut être nécessaire de l'améliorer pour respecter le principe de neutralité de point de vue. Veuillez consulter la page de discussion pour plus de détails.

 (juillet 2025).
Si vous disposez d'ouvrages ou d'articles de référence ou si vous connaissez des sites web de qualité traitant du thème abordé ici, merci de compléter l'article en donnant les références utiles à sa vérifiabilité et en les liant à la section « Notes et références ».
Pour les articles homonymes, voir Boner.
Christian Boner (né le 8 décembre 1947  à Poitiers dans le département de la Vienne) est un journaliste de radio et de télévision aujourd'hui à la retraite, il se consacre à la rédaction d'articles dans la presse écrite (Groupe Histoire et Collections) et collabore à des travaux de consultant en communication (RLD-Partners).
Passionné par le cirque depuis son enfance, Christian Boner est accueilli par la famille Gruss avec laquelle il partage la vie du chapiteau pendant tous ses loisirs d’adolescent.

## Biographie
En 1975, il participe à la création de l’École nationale du cirque de Pierre Étaix et Annie Fratellini dont il devient membre du conseil d’administration. 
En 1978, il crée l’Association du cirque français regroupant les principaux chapiteaux (Amar, Bouglione, cirque d'hiver de Paris, Jean Richard, Pinder, Moreno, Rancy…). À ce titre il obtient des pouvoirs publics la reconnaissance du cirque comme art à part entière et son rattachement au ministère de la Culture où il est nommé chargé de mission  (Monsieur cirque). Il collabore également à la commission d’aide à la création de ce ministère. 
En 1979, il participe à la création de la P.A.V.D.E.C. (Presse associée des Variétés de la Danse et du Cirque) avec Guy des Cars, Yves Mourousi, Jacqueline Cartier et Jean des Cars, association dont il assure plusieurs années le secrétariat général. 
La même année, il organise avec le concours de la RATP, l'opération « Le cirque dans le métro » et l'exposition « Noël au Cirque » à la Maison de la Radio.
Pour TF1, il coproduit en 1980 la série en treize épisodes Gens du voyage et, en 1981, le film Les nomades de l’exploit réalisé par Francis Fehr.
Ancien président de l’École nationale du cirque de Rosny-sous-bois.
En 2000, il crée le Festival international du cirque du Val-d'Oise dont il assure la direction artistique de 2003 à 2012. 
Depuis 2008, il est administrateur du Festival mondial du cirque de Demain et administrateur du Gala de la Presse.
Depuis 2016, il est président du Club de la Presse Festive.

## Activités journalistiques

### Radio-TV
- Europe 1, présentateur des journaux des principales tranches de 1997 à 2008
- TF1, présentateur du journal de 7 heures de 1994 à 1997
- LCI, présentateur des journaux et du magazine « Arrêt sur image » de 1994 à 1997
- France Info, présentateur de la revue de presse de 1989 à 1994
- France Inter, présentateur de la tranche matinale entre 7 heures et 8 heures puis du journal de 13 heures de 1987 à 1989
- RFI, grand reporter, présentation des journaux de 1970 à 1987

### Presse écrite
- Charge utile, auteur des articles consacrés chaque mois à l’histoire du cirque depuis 1993

## Distinction
- Chevalier des Arts et Lettres